# Карловы Вары (район)
Район Карловы Вары (чеш. Karlovy Vary) — один из 3 районов Карловарского края Чешской Республики. Административный центр — город Карловы Вары. Площадь района — 1 514,95 кв. км. (из которых 331,61 км занимает военный полигон Градиште с населением в 601 человек), население составляет 124 054 человека. В районе насчитывается 54 муниципалитета, из которых 14 — города.

## География
Район расположен в центральной части края. Граничит с районами Хеб и Соколов Карловарского края; Пльзень-север и Тахов Пльзенского края; Хомутов и Лоуни Устецкого края; на северо-западе — государственная граница с Германией.

## Города и население
Данные на 2009 год:
| Город            | Население |
| ---------------- | --------- |
| Карловы Вары     | 53 819    |
| Остров           | 17 856    |
| Нейдек           | 8 731     |
| Нова-Роле        | 4 157     |
| Тоужим           | 3 922     |
| Яхимов           | 3 376     |
| Жлутице          | 2 674     |
| Бохов            | 2 088     |
| Грознетин        | 1 943     |
| Абертами         | 1 446     |
| Бечов-над-Теплоу | 981       |
| Горни-Блатна     | 704       |
| Хише             | 594       |
| Божи-Дар         | 207       |

| Всего           | Женщин           | Мужчин           |
| --------------- | ---------------- | ---------------- |
| 124 054 (100 %) | 62 797 (50,62 %) | 61 257 (49,38 %) |

Средняя плотность — 81,89 чел./км²; 82,62 % населения живёт в городах.